# The Wetback Hound
The Wetback Hound é um filme de drama em curta-metragem estadunidense de 1957 dirigido e escrito por Janet Lansburgh e Larry Lansburgh. Venceu o Oscar de melhor curta-metragem em live action na edição de 1958.